# Лисовой, Максим Алексеевич
Макси́м Алексе́евич Лисово́й (укр. Максим Олексійович Лісовий; 21 мая 1985, Черкассы, УССР, СССР) — украинский футболист, полузащитник.

## Карьера
Играл за украинские команды «Днепр», «Борисфен», «Заря», «Волынь» и «Севастополь».
В начале 2011 был взят в аренду бобруйской «Белшиной», а уже летом того года перешёл в ФК «Гомель». В феврале 2012 года заключил двухгодичный контракт с минским «Динамо». В «Динамо» проявить себя не смог. В зимнее межсезонье сменил команду, перейдя в могилёвский «Днепр». 2014 год провёл в перволиговом ФК «Полтава», после чего возвратился в родной город, 26 января 2015 года подписав контракт с «Черкасским Днепром».

## Достижения
«Гомель»
- Бронзовый призёр чемпионата Белоруссии (1): 2011

«Динамо» (Минск)
- Бронзовый призёр чемпионата Белоруссии (1): 2012